# Valentin Serov
Valentin Aleksandrovitj Serov (russisk: Валенти́н Алекса́ндрович Серо́в, tr. Valentín Aleksándrovitj Seróv; født 19. januar 1865 i Sankt Petersborg, død 22. november 1911 i Moskva) var en russisk maler, især kendt som portrætmaler.
Serov fik undervisning i München af Karl Köpping, i Paris og Petrograd af Ilja Repin, derefter 1880—84 på Akademiet i Petrograd. Allerede hans første udstillede arbejder Pige med Fersken (1887) og pleinair-billedet Ung Pige i Solskin (1888), der straks vakte beundrende opsigt, betegner i opfattelsens friskhed og kolorittens kraft og varme på en måde højdepunktet i hans kunst. Til det fængslende i disse billeder hører også den fine portrætlige opfattelse, og det blev særlig på portrætkunstens område, Serov vandt sin navnkundighed. På sine studierejser var det først og fremmest Diego Velázquez’ syn og farve og herefter fransk friluftsmaleri og impressionisme, han havde draget lære af; han øvede sin pensel til stor tekniske færdighed og udviklede farvepaletten fra frisk virkeligheds-pleinairisme til et raffineret afstemt gråligt tonemaleri, der til tider kunne nærme sig det monokrome, for så atter i de senere år at virke med kraftigere farver. Han blev portrætmaler for kejserhoffet, for åndsaristokratiet (som han fra faderen, komponisten Aleksandr Serov (russisk: Александр Николаевич Серов), var i nøje berøring med) og for den mondæne, fine verden; adskillige af hans portrætter var vel også netop mondæn virtuosmæssig kunst, men mange af dem blev betydelige kunstværker gennem hans fine, indtrængende psykologiske blik og hans fremragende evne til at markere modellens karakteristik ved dens stilling og holdning. Han malede bl.a. en mængde portrætter af Alexander III og Nikolaj II (således et udmærket frisk og naturligt af denne kejser) og kejserfamiliens personligheder (rytterportræt af storfyrste Paul), portræt af komponisten Nikolaj Rimskij-Korsakov, Maksim Gorkij, Aleksej Morosov, Fru Hirschmann, Fru Sverbejev, Fyrstinde Orlov, Fyrst Golitsyn og så fremdeles; særlig i gengivelsen af kvinder udfoldede han en bedårende virtuositet (skitse af Paulova); med det dristige billede af Ida Rubinstein var han i de senere år inde på en linear dekorativ stil. Til de sidste år hører også tre meget levende og karakterfulde vandfarvebilleder, Gouache, komponerede til pragtværket Zar Peter II og Zarevna Elisabeth på Jagt, blandt hvilke især Zar Peter i Neva-Staden virker originalt; også en yppig, malerisk virkningsfuld Nikolaj II’s Kroning og andre vandfarvebilleder fra 18. og 19. århundredes hofliv. Malerierne Odysseus og Nausikaa og Europas Rov var resultater af en studierejse med Léon Bakst 1907 til Grækenland og Kreta. I hans historiske billeder nyder man også de smukke landskaber. Som selvstændig landskabsmaler, ikke meget produktiv, (Høst, Tretjakov. Gal. i Moskva, etc. etc.), står Serov højt. Også en mængde værdifulde illustrationer, til russiske fabler, og tegninger. På den baltiske udstilling i Malmö 1914 var en hel sal forbeholdt Serov; her sås, foruden landskaber, det nydelige vinterbillede Udsigt fra Vinduet (1898) med videre, en stor mængde portrætter: Posdniakov (1908), et fortrinligt levende af Hr. Romanova, det store smukke knæstykke Fru v. Dervise med Barn etc.

## Galleri
- Valentin Serov, Portræt af Emanuel Nobel, 1881
- Valentin Serov, Pavel Tsjistjakov, 1881, Tretjakovgalleriet
- Valentin Serov, Domotkanovo, 1886, Tretjakovgalleriet
- Valentin Serov, Komponisten Aleksandr Serov (faren), 1887–1888
- Valentin Serov, Portræt af den italienske sanger Angelo Masini, 1890, Tretjakovgalleriet
- Valentin Serov, Nikolaj Leskov, 1894
- Valentin Serov, Kroningen af Nikolaj 2. af Rusland
- Valentin Serov, Portræt af Nikolaj Rimskij-Korsakov 1898,Tretjakovgalleriet
- S.M. Botkina, 1899, Det russiske museum
- Valentin Serov, Barn, 1899,Det russiske museum
- Valentin Serov, Portræt af Isaac Levitan, 1893,Tretjakovgalleriet
- Valentin Serov, Portræt af Maksim Gorkij, 1905, The Memorial Museum of Maxim Gorky
- Valentin Serov, Portræt af Ida Rubenstein, 1910, Det russiske museum.
- Valentin Serov, Europas Rov, 1910, Tretjakovgalleriet